# Lüneburg
Lüneburg är en stad i den nordtyska delstaten Niedersachsen. Staden ligger vid ån Ilmenau, omkring 50 kilometer sydost om Hamburg vid randen av ett hedområde som har uppkallats efter staden, "Lüneburger Heide". Lüneburg har cirka 78 000 invånare.
Lüneburg har en station för fjärr- och regionaltåg vid järnvägen Hamburg-Hannover. Staden har också en liten hamn vid Elbe-Seitenkanal som förbinder älven Elbe och Mittellandkanalen. Staden har en mycket välbevarad infrastruktur och stora delar av Lüneburg utgörs av byggnader från Hansa-tiden. Lüneburg är en välbesökt turiststad till följd av sina historiska byggnader.

## Historia
I historiska källor omnämns Lüneburg första gången år 956. Större betydelse fick staden genom förstörandet av den närbelägna staden Bardowick. I slutet av 1300-talet blev Lüneburg medlem av hansan. Under långa perioder var Lüneburg huvudstad i ett eget furstendöme, Braunschweig-Lüneburg.
På medeltiden blev staden mycket rik genom handeln med salt. Det fanns flera saliner i stadens omgivning där saltet utvanns och därefter exporterades. Det transporterades längs den gamla saltvägen via Lauenburg till Lübeck och därifrån till alla östersjöländer. Salthandeln gjorde Lüneburg till en av de mäktigaste städerna i hansan. Efter många århundraden då Lüneburg var rik och betydelsefull minskade dess betydelse efter 1600-talet. Salinen stängdes 1980 efter mer än 1000 års drift.
Det moderna Lüneburg har fått ny betydelse genom sitt universitet som grundades 1989.

## Kända personer
- Adolf Ellissen, född i Lüneburg
- Heinrich Himmler, död i Lüneberg
- Hans-Adolf Prützmann, död i Lüneberg